# Cam Ward
Cameron Kenneth Ward (Saskatoon, 29 febbraio 1984) è un hockeista su ghiaccio canadese professionista; che gioca nel ruolo di portiere. Ha militato nella National Hockey League dal 2005 al 2019, vestendo sempre la maglia dei Carolina Hurricanes con cui vinse la Stanley Cup nel 2006, anno in cui venne premiato come miglior giocatore dei playoff.

## Carriera
Nato a Saskatoon, Saskatchewan, si trasferì poi ai Sherwood Park, Alberta. Durante i suoi tre anni nella Western Hockey League (WHL), viene selezionato come 25.esimo dai Hurricanes nel NHL Entry Draft nel 2002. Dopo una stagione con la formazione affliata in American Hockey League (AHL), i Lowell Lock Monsters, vinse la Stanley Cup con gli Hurricanes nel 2006. Lui diventò il primo portiere rookie ad aver vinto la Stanley Cup dopo Patrick Roy nel 1986.
Il 26 dicembre 2011 Ward è riuscito a realizzare un gol nella partita vinta per 4-2 dalla sua squadra contro i New Jersey Devils, essendo stato l'ultimo giocatore a toccare il puck prima che Ilya Kovalchuk lo mandasse dentro la sua porta.

## Statistiche
Statistiche aggiornate a luglio 2012.

### Club
| Stagione | Squadra                         | Stagione regolare | Stagione regolare | Stagione regolare | Stagione regolare | Playoff | Playoff | Playoff |
| Stagione | Squadra                         | Lega              | P                 | GAA               | SVS%              | P       | GAA     | SVS%    |
| -------- | ------------------------------- | ----------------- | ----------------- | ----------------- | ----------------- | ------- | ------- | ------- |
| 1998-99  | Sherwood Park Flyers Bantam AAA | AMBHL             | 24                | 3.64              | -                 |         |         |         |
| 1999-00  | Sherwood Park Kings Midget AAA  | AMHL              | 34                | 3.57              | 0.902             |         |         |         |
| 2000-01  | Sherwood Park Kings Midget AAA  | AMHL              | 35                | 2.9               | 0.916             |         |         |         |
|          | Red Deer Rebels                 | WHL               | 1                 | 0                 | 1                 |         |         |         |
| 2001-02  | Red Deer Rebels                 | WHL               | 46                | 2.27              | 0.911             | 23      | 2.11    | .920    |
| 2002-03  | Red Deer Rebels                 | WHL               | 57                | 2.1               | 0.92              | 23      | 2.08    | .919    |
| 2003-04  | Red Deer Rebels                 | WHL               | 56                | 2.05              | 0.926             | 19      | 1.85    | .945    |
| 2004-05  | Lowell Lock Monsters            | AHL               | 50                | 1.99              | 0.937             | 11      | 2.53    | .918    |
| 2005-06  | Carolina Hurricanes             | NHL               | 28                | 3.68              | 0.882             | 23      | 2.14    | .920    |
|          | Lowell Lock Monsters            | AHL               | 2                 | 2.54              | 0.915             | -       | -       | -       |
| 2006-07  | Carolina Hurricanes             | NHL               | 60                | 2.93              | 0.897             |         |         |         |
| 2007-08  | Carolina Hurricanes             | NHL               | 69                | 2.75              | 0.904             |         |         |         |
| 2008-09  | Carolina Hurricanes             | NHL               | 68                | 2.44              | 0.916             | 18      | 2.67    | .915    |
| 2009-10  | Carolina Hurricanes             | NHL               | 47                | 2.69              | 0.916             |         |         |         |
| 2010-11  | Carolina Hurricanes             | NHL               | 74                | 2.56              | 0.923             |         |         |         |
| 2011-12  | Carolina Hurricanes             | NHL               | 68                | 2.74              | 0.915             |         |         |         |
| 2012-13  | Carolina Hurricanes             | NHL               |                   |                   |                   |         |         |         |

### Nazionale
| Stagione | Livello | Risultati    | Risultati | Risultati | Risultati |
| Stagione | Livello | Competizione | P         | GAA       | SVS%      |
| -------- | ------- | ------------ | --------- | --------- | --------- |
| 2006-07  | Canada  | WC           | 5         | 2.2       | 0.915     |
| 2007-08  | Canada  | WC           | 5         | 2.58      | 0.9       |
| 2011-12  | Canada  | WC           | 6         | 2.83      | 0.906     |

## Palmarès

### Club
- Stanley Cup: 1

 Carolina Hurricanes: 2005-06

### Nazionale
- Campionato mondiale di hockey su ghiaccio: 1

 Canada: Russia 2007

### Individuale
- National Hockey League:

2005-06: Stanley Cup MVP "Conn Smythe Trophy"
2010-11: All-Star Game
- Western Hockey League:

2001-02: Best GAA (2.27)
2001-02, 2003-04: Top Goaltender "Del Wilson Trophy"
2002-03: Best SVS% (.920)
2003-04: Player of the Year "Four Broncos Trophy"
- Canadian Hockey League:

2001-02: Second All-Star Team
2003-04: First All-Star Team
2003-04: Goaltender of the Year

## Curiosità
Il 26 dicembre 2011 è diventato il decimo portiere della storia a cui è stato attribuito un gol.